# Смиљевић
Смиљевић или Смиловић је насеље у Пољаници, град Врање у Пчињском округу. Од центра Власа, где је седиште Месне заједнице, удаљено је око 5 км. Према попису из 2022. било је 26 становника (према попису из 1991. било је 140 становника).

## Историја и опис
Смиљевић је село у југоисточном делу Пољанице, на северним падинама Облика (1310 м), на самој граници Пољанице са општином Владичин Хан, у изворишном делу Смиљевачке (Ушевачке) реке, око Сланичке и Љутичке долине. Смештено је између села: Белишево на истоку, Урманица на северу, Ушевце на западу и Сикирје на југу. У село се стиже из Ушевца, уз корито Смиљевачке (Ушевачке) реке. Могућ је једноставан прилаз из долине Јужне Мораве, преко Лепенице, Белишева и Урманице, па су становници села чешће трговали у Владичином Хану него у Врању.
Име је, наводно, добило по некој Смиљани коју су Арнаути отели и потурчили.
Разбијеног је типа, подељено у две махале, Миљковску, на местима Ћераниште и Сланиште, и Кованџиску у Мртвичкој долини. Обрасло је у буковој и храстовој шуми и бујним воћњацима. Становници се баве пољопривредом, сеју овас, лимац и раж, док пшеница слабо успева.
Најпознатији извори воде су Студени кладанац, Кладанчики, Добра вода, Дуб и Падина.
У селу је црква Света Петка, саграђена крајем 19. века на темељима старе цркве, затим је оштећена у земљотресу и обновљена 1902. године. Код цркве је старо гробље са великим крстачама на којима нема никаквог записа. С десне стране Смиљевачке реке, повише места Ливађе, ископаване су старе цигле и ћерамиде.
Прича се да је ово село у почетку постојало заједно са Ушевцем, Секирјем и Урманицом, при ушћу Смиљевачке (Ушевачке реке) у Ветерницу, па су се у току времена издвојили једно од другога. Најстарија породица у селу били су Солаци, којих овде више нема, али је оближња Солачка Сена свакако по њима добила име. Старинци су и Ковачевци (Деда-Петрови или Станимировци) и Стојилковићи. Остале породице су досељене, и то: Кованџици из Добрејанца, Цокинци (Зловерци или Стојанци) из Тибужда, Баба-Смиљанци из Калиманца, Деда-Јованови или Уле из Ушевца, Миљковци из Гумеришта, а Стајини или Рамчинци и Мијајлини (Рашини) из Урманице.
Сеоска слава (крсте, литије) је на Духове.

## Демографија
У насељу Смиљевић живи 75 пунолетних становника, а просечна старост становништва износи 53,0 година (49,0 код мушкараца и 56,5 код жена). У насељу има 34 домаћинства, а просечан број чланова по домаћинству је 2,44.
Ово насеље је у потпуности насељено Србима (према попису из 2002. године).
|  |

| Демографија | Демографија | Демографија |
| Година      | Становника  | Становника  |
| ----------- | ----------- | ----------- |
| 1948.       | 323         |             |
| 1953.       | 298         |             |
| 1961.       | 274         |             |
| 1971.       | 245         |             |
| 1981.       | 200         |             |
| 1991.       | 140         | 140         |
| 2002.       | 83          | 85          |
| 2011.       | 67          |             |

| Етнички састав према попису из 2002.‍ | Етнички састав према попису из 2002.‍ | Етнички састав према попису из 2002.‍ | Етнички састав према попису из 2002.‍ | Етнички састав према попису из 2002.‍ |
| ------------------------------------ | ------------------------------------ | ------------------------------------ | ------------------------------------ | ------------------------------------ |
|                                      |                                      |                                      |                                      |                                      |
| Срби                                 | Срби                                 |                                      | 83                                   | 100,0%                               |
| непознато                            | непознато                            |                                      | 0                                    | 0,0%                                 |

| Година пописа     | 1948. | 1953. | 1961. | 1971. | 1981. | 1991. | 2002. |
| ----------------- | ----- | ----- | ----- | ----- | ----- | ----- | ----- |
| Број домаћинстава | 51    | 51    | 54    | 50    | 49    | 41    | 34    |

| Број чланова      | 1 | 2  | 3 | 4 | 5 | 6 | 7 | 8 | 9 | 10 и више | Просек |
| ----------------- | - | -- | - | - | - | - | - | - | - | --------- | ------ |
| Број домаћинстава | 6 | 16 | 7 | 3 | 0 | 2 | 0 | 0 | 0 | 0         | 2,44   |

| Пол    | Укупно | Неожењен/Неудата | Ожењен/Удата | Удовац/Удовица | Разведен/Разведена | Непознато |
| ------ | ------ | ---------------- | ------------ | -------------- | ------------------ | --------- |
| Мушки  | 36     | 9                | 26           | 1              | 0                  | 0         |
| Женски | 41     | 3                | 27           | 10             | 1                  | 0         |
| УКУПНО | 77     | 12               | 53           | 11             | 1                  | 0         |

| Пол    | Укупно                    | Пољопривреда, лов и шумарство | Рибарство                            | Вађење руде и камена | Прерађивачка индустрија       |
| ------ | ------------------------- | ----------------------------- | ------------------------------------ | -------------------- | ----------------------------- |
| Мушки  | 20                        | 12                            | 0                                    | 0                    | 4                             |
| Женски | 16                        | 14                            | 0                                    | 0                    | 2                             |
| УКУПНО | 36                        | 26                            | 0                                    | 0                    | 6                             |
| Пол    | Производња и снабдевање   | Грађевинарство                | Трговина                             | Хотели и ресторани   | Саобраћај, складиштење и везе |
| Мушки  | 0                         | 2                             | 0                                    | 0                    | 0                             |
| Женски | 0                         | 0                             | 0                                    | 0                    | 0                             |
| УКУПНО | 0                         | 2                             | 0                                    | 0                    | 0                             |
| Пол    | Финансијско посредовање   | Некретнине                    | Државна управа и одбрана             | Образовање           | Здравствени и социјални рад   |
| Мушки  | 0                         | 0                             | 0                                    | 1                    | 0                             |
| Женски | 0                         | 0                             | 0                                    | 0                    | 0                             |
| УКУПНО | 0                         | 0                             | 0                                    | 1                    | 0                             |
| Пол    | Остале услужне активности | Приватна домаћинства          | Екстериторијалне организације и тела | Непознато            | Непознато                     |
| Мушки  | 0                         | 0                             | 0                                    | 1                    | 1                             |
| Женски | 0                         | 0                             | 0                                    | 0                    | 0                             |
| УКУПНО | 0                         | 0                             | 0                                    | 1                    | 1                             |